# ダイアナスクエア
座標: 北緯48度51分52秒 東経2度18分03秒 / 北緯48.8644742度 東経2.300847度
ダイアナ広場（仏: Place Diana）は、パリ16区にある広場。ダイアナ (プリンセス・オブ・ウェールズ)にちなみ命名された。
1997年のダイアナ妃の交通事故死の現場近くのアルマ橋トンネル近くの自由の炎(Flamme de la Liberté)近くに2019年に整備、命名された。

## ギャラリー

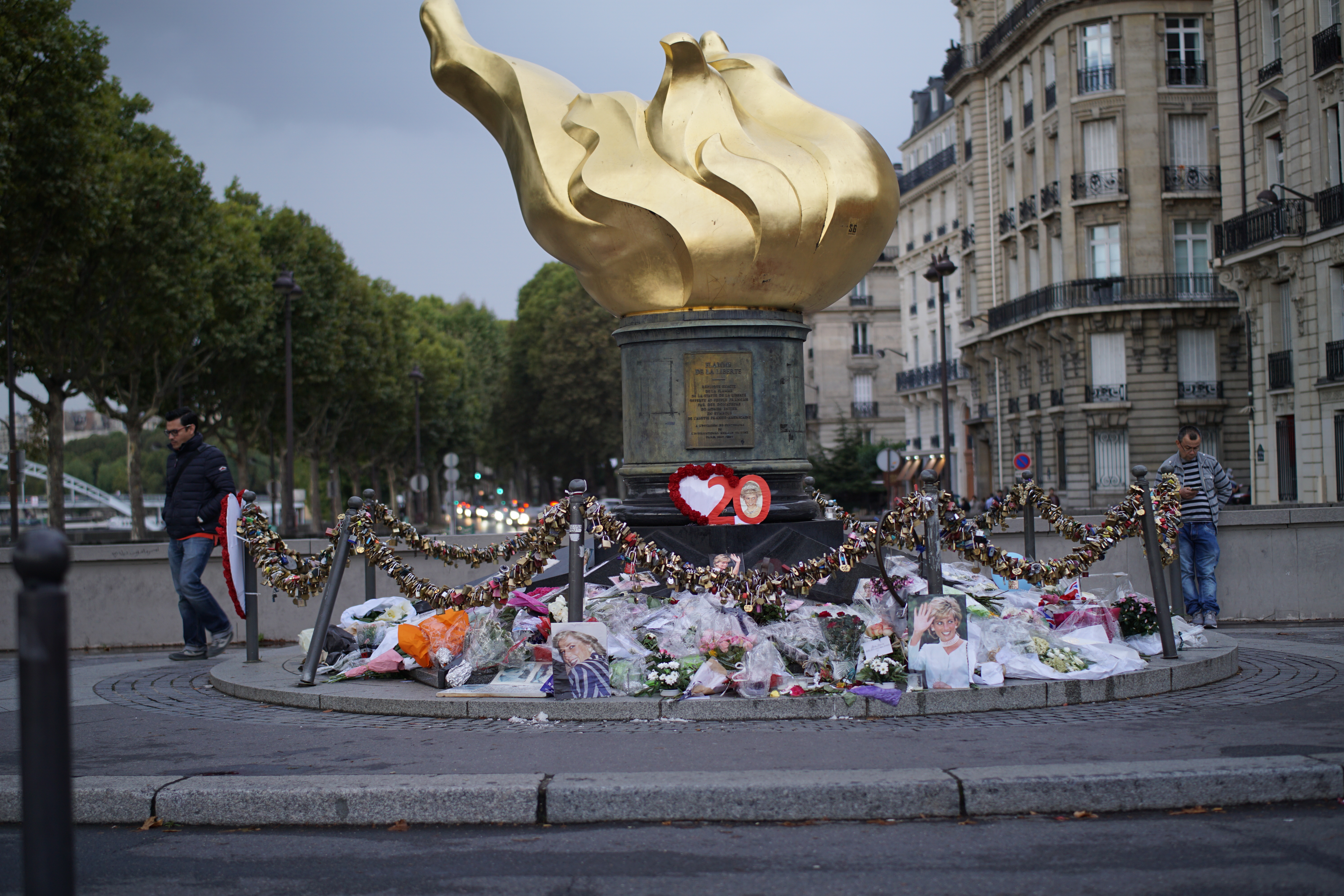
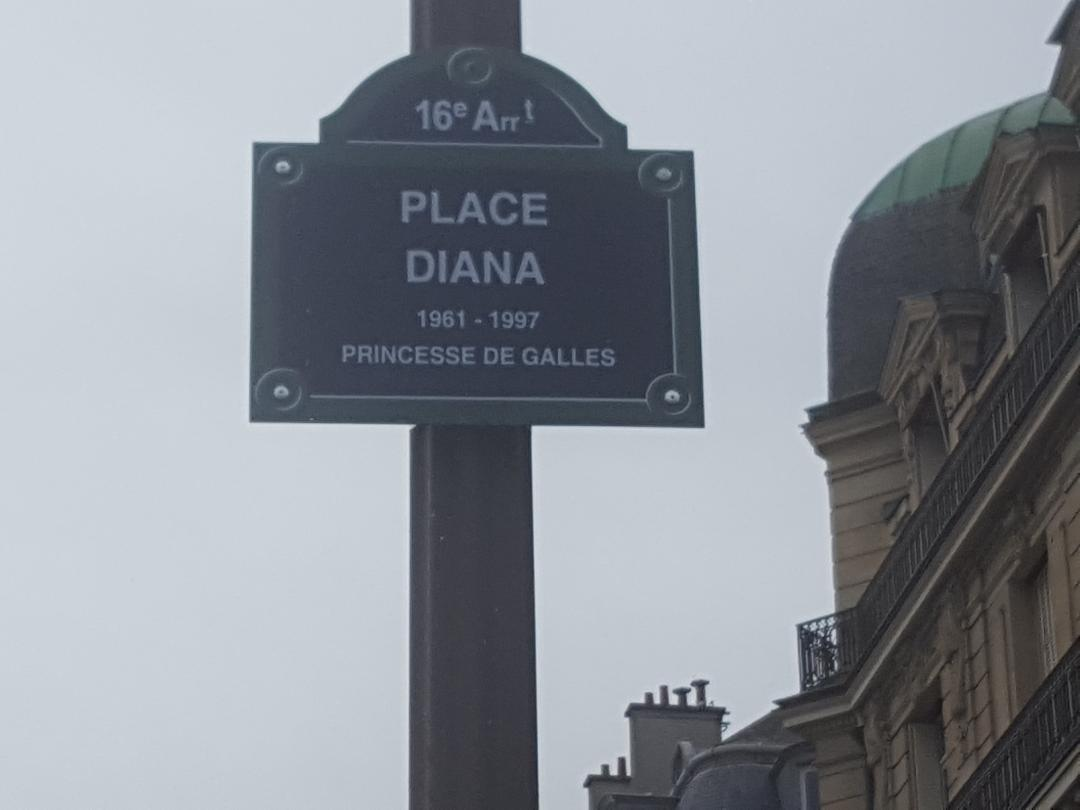
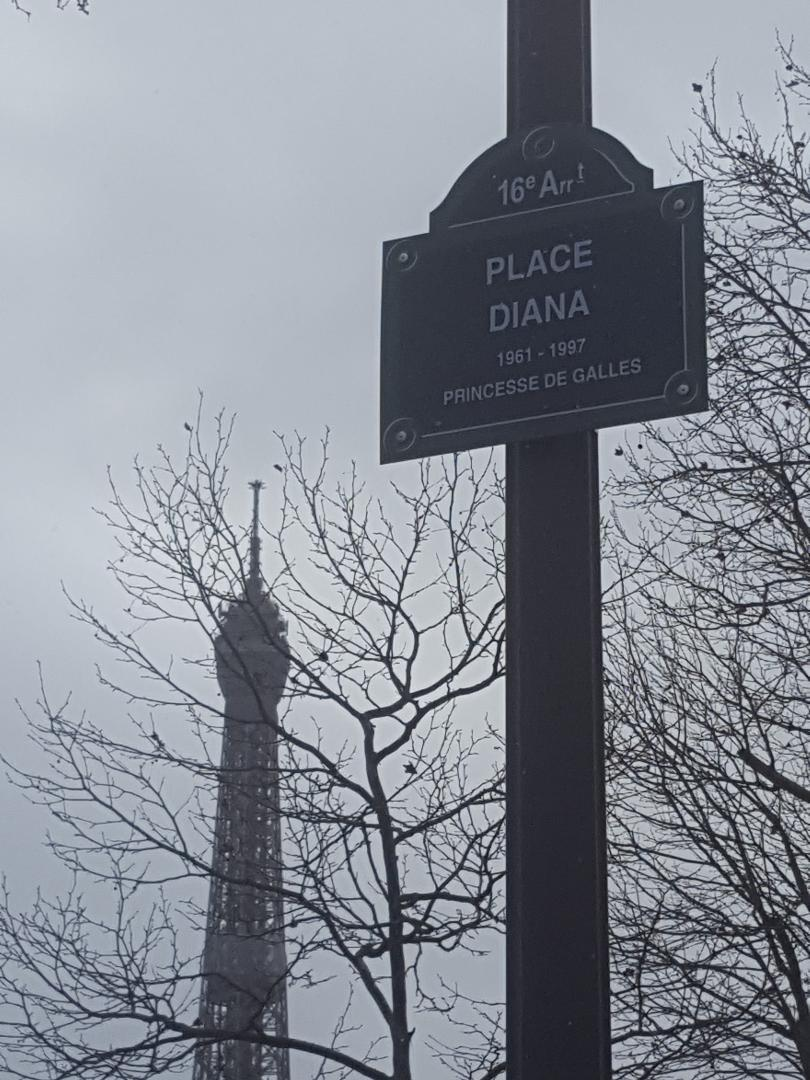
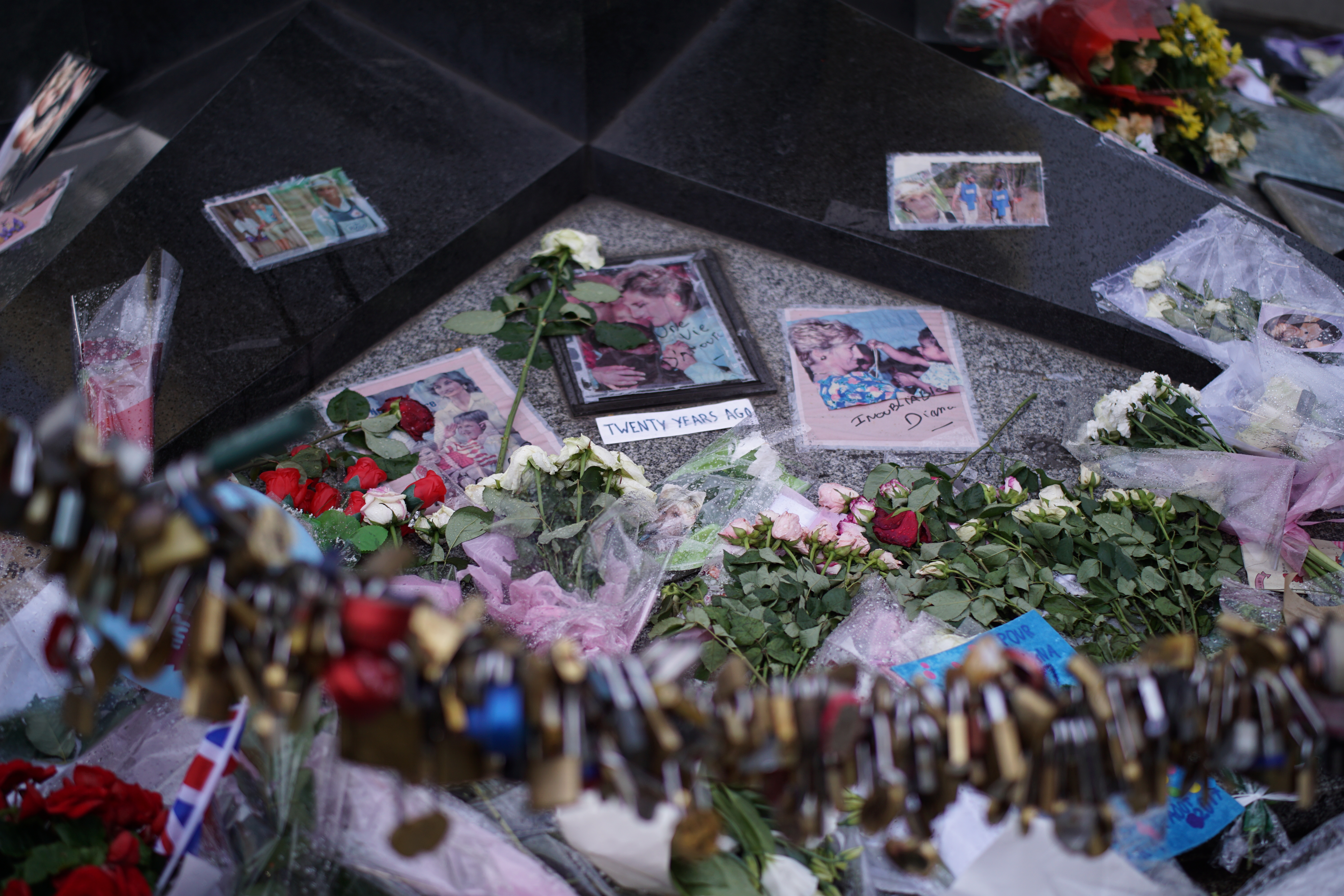